# マロリータワーズ学園
『マロリータワーズ学園』は、イギリスの児童小説家イーニッド・ブライトンが書いたシリーズ作品で、6冊からなる。マロリー・タワーズ(Malory Towers)という名の寄宿学校の物語である。

## 概要
主人公のダレル・リバーズが入学するところから始まって、卒業するまでを追う。ダレル以外の登場人物として、サリー・ホープ（ダレルの親友）、フェリシティー・リバーズ（ダレルの妹）、グウェンドリン・メアリーレーシー、アリシア・ジョンズ、メアリールウ、ビルなどがいる。
このシリーズは、著者の半自伝的な作品であると考えられている。主人公のダレル・リバーズという名は、著者の二人目の夫、ケネス・ダレル・ウォーターズから来ている。6冊の内訳は、次のとおり。
- First Term at Malory Towers （1946年）
- Second Form at Malory Towers （1947年）
- Third Year at Malory Towers （1948年）
- Upper Fourth at Malory Towers （1949年）
- In the Fifth at Malory Towers （1950年）
- Last Term at Malory Towers （1951年）

ドイツ語版では、これら6冊以外にもいくつかの作品が追加されている。6冊目以降に続く物語だが、この物語では、ダレルが教師としてマロリー・タワーズに戻ってくる。これらの本もイーニッド・ブライトン名義で書かれているが、そういう英語の本がもともとあって、それをドイツ語に翻訳したものではないようだ。
イーニッド・ブライトンは『マロリー・タワーズ』以外にも寄宿学校の物語を書いている。「おちゃめなふたご」の『セント・クレア』シリーズ、「おてんばエリザベス」の『ノーティエスト・ガール』シリーズである。この作品は「はりきりダレル」の名で日本語に翻訳されている。